# Carine Zelmanovitch
Carine Zelmanovitch (Montmorency, 26 de diciembre de 1976) es una deportista francesa que compitió en taekwondo. Ganó una medalla de plata en el Campeonato Mundial de Taekwondo de 1997 y una medalla de bronce en el Campeonato Europeo de Taekwondo de 2004.

## Palmarés internacional
| Campeonato Mundial | Campeonato Mundial    | Campeonato Mundial | Campeonato Mundial |
| Año                | Lugar                 | Medalla            | Categoría          |
| ------------------ | --------------------- | ------------------ | ------------------ |
| 1997               | Hong Kong (China)     | Medalla de plata   | –55 kg             |
| Campeonato Europeo |                       |                    |                    |
| Año                | Lugar                 | Medalla            | Categoría          |
| 2004               | Lillehammer (Noruega) | Medalla de bronce  | –55 kg             |